# Dorfkirche Mögelin

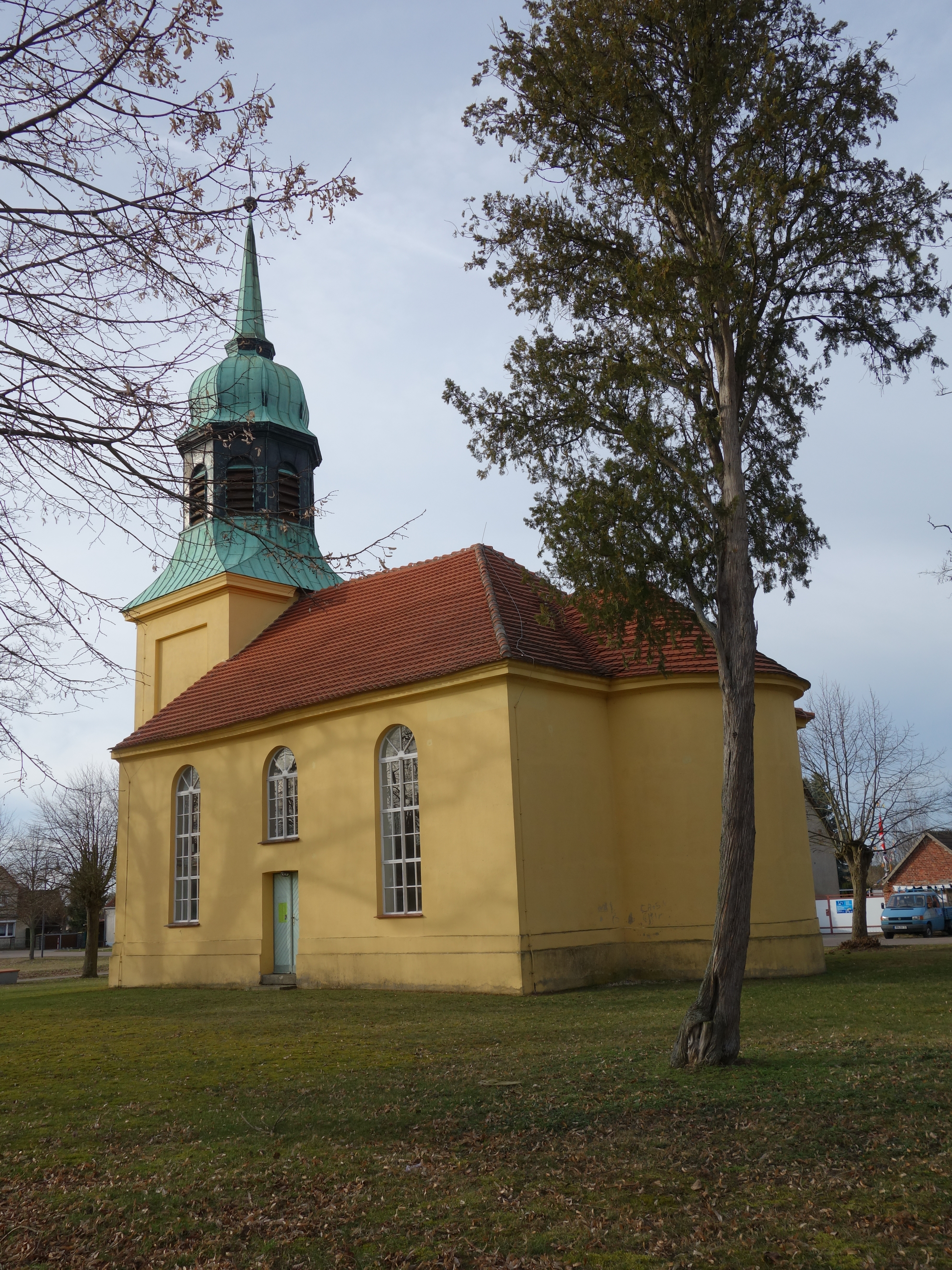
Dorfkirche Mögelin

Die evangelische, denkmalgeschützte Dorfkirche Mögelin steht in Mögelin, einem Ortsteil der Stadt Premnitz im Landkreis Havelland in Brandenburg. Die Kirche gehört zum Kirchenkreis Nauen-Rathenow der Evangelischen Kirche Berlin-Brandenburg-schlesische Oberlausitz.

## Beschreibung
Die verputzte Saalkirche wurde im Kern 1660 erbaut. Sie besteht aus einem Langhaus, einer halbrunden Apsis im Osten und einem quadratischen Kirchturm im Westen, der 1753 erneuert wurde. Die Kirche wurde 1844 durch einen Umbau nach einem Entwurf von Friedrich August Heidfeld neu gestaltet. Im Innenraum wurde in dieser Zeit eine Empore eingebaut. Der Kirchturm erhielt 1891 einen neobarocken Helm, der über der vierseitigen Basis einen achtseitigen Aufsatz zur Unterbringung des Glockenstuhls erhielt, und mit einer Zwiebelhaube bedeckt wurde. Die Orgel wurde 1965 von Hermann Eule Orgelbau Bautzen errichtet.